# Муніципальне метро Кавасакі

Логотип, який використовують всі компанії групи

Муніципальне метро Кавасакі (川崎縦貫高速鉄道 Kawasaki jūkan kōsoku tetsudō) — запропонована лінія метро, яка пролягла б між Шін-Юріґаока та Мусаші-Косуґі, урешті-решт поширюючись на Кавасакі. Вся лінія пролягатиме в межах міста Кавасакі в префектурі Канаґава, Японія. Вона пов'язувала б східну та західну частини південного Кавасакі, які в іншому випадку не обслуговуються залізничним транспортом. Залізничну лінію планувала міська влада Кавасакі, тому оператором було б міське транспортне бюро Кавасакі, яке раніше керувало міськими трамваями, автобусами, і в даний час здійснює широкі автобусні сполучення. Проєкт широко відомий як Муніципальне метро Кавасакі (Kawasaki Municipal Subway Kawasaeki shiei chikatetsu). Однак, всі залізничні сполучення в Японії належать Міністерству транспорту, і мають свій особистий логотип.

## Історія
План метро через Кавасакі був вперше розроблений у 1960-х роках. У 1966 р. Міністерство транспорту (нині Міністерство земельних ділянок, інфраструктури та транспорту) планувало побудувати лінію метро між станціями Санґьо-Доро та Юріґаока.
У 1985 році міністерство змінило план використання існуючої правої лінії Мусашіно Південної лінії, перетворивши його з вантажоперевезення на лише пасажирські. Однак оператор цієї лінії, Національна залізниця Японії, не сприйняв цей план через важливість лінії для перевезення вантажів, тим більше, що поблизу вже працювала лише пасажирська лінія Намбу. Тому план був припинений.
У 2001 році міністерство оголосило про плани побудувати лінію між станціями Шін-Юріґаока та Кавасакі, видаливши східний відрізок до Санґьо-Доро, присутнього в плані 1966 року. Натомість лінія повинна мати послугу сполучення на лінію Кейкю Дайші. Тоді міська влада Кавасакі розділила план 2001 року на два сегменти: спочатку побудувати відрізок між Шін-Юріґаока та Мотосумійоші, а відрізок між Мотосуміоші та Кавасакі продовжити пізніше.
Однак у 2003 році, через слабку японську економіку, міська влада відклала будівництво метрополітену на п'ять років. У 2005 році вони змінили шлях лінії, щоб пройти через Мусаші-Косуґі, а не Мотосуміоші, щоб поліпшити потенціал доходу лінії. Поточне фінансування відкладено, і станом на 2013 рік конкретних планів продовжувати роботу над проєктом немає.

## План 2005 року

### Основні дані
- Станція: 16,7 км (10,38 миль) (Шін-Юріґаока — Мусашіко теж)
- Станції: 11
- Показник: 1067 мм (3 фути 6 дюймів)
- Доріжки: Ціла лінія двоканальна
- Електрифікація: 1500 В постійного струму

### Станції
- Всі станції розташовані в Кавасакі.
- Експрес-сервіс зупиняється на станціях, позначених «●», пропускає ті, що позначені "|". Всі інші послуги надаються на кожній станції.

| Станція                                | Японською  | Відстань | Відстань | Експрес-сервіс | Перекази                                                                                                  | Місцезнаходження |
| Станція                                | Японською  | Між      | Всього   | Експрес-сервіс | Перекази                                                                                                  | Місцезнаходження |
| -------------------------------------- | ---------- | -------- | -------- | -------------- | --- | ---------------- |
| Через службу до / від лінії Одакю Тама |            |          |          |                | |                  |
| Шін-Юріґаока                           | 新百合ヶ丘 | -        | 0.0      | ●              | Електрична залізниця Одакю: лінія Одавара, лінія Тама (через сервіс)                                      | Район Асао       |
| Наґасава                               | 長沢       | 2.7      | 2.7      | ｜             | | Район Тама       |
| Ідаймае                                | 医大前     | 1.4      | 4.1      | ｜             | | Район Тама       |
| Дзошіки                                | 蔵敷       | 1.0      | 5.1      | ｜             | | Район Міямае     |
| Інукура                                | 犬蔵       | 1.6      | 6.7      | ｜             | | Район Міямае     |
| Міямаедайра                            | 宮前平     | 1.6      | 8.3      | ●              | Tokyu Corporation: Лінія Ден'ентоші                                                                       | Район Міямае     |
| Ноґава                                 | 野川       | 1.6      | 9.9      | ｜             | | Район Міямае     |
| Хісасуе                                | 久末       | 2.1      | 12.0     | ｜             | | Район Такацу     |
| Шібокучі                               | 子母口     | 1.3      | 13.3     | ｜             | | Район Такацу     |
| Тодорокі-Рьокучі                       | 等々力緑地 | 1.9      | 15.2     | ｜             | | Район Накахара   |
| Мусаші-Косуґі                          | 武蔵小杉   | 1.5      | 16.7     | ●              | JR Схід: Лінія Намбу, Лінія Йокосука, Лінія Шьонан-Шінджюку Tokyu Corporation: Лінія Тойоко, Лінія Меґуро | Район Накахара   |